# 채광정

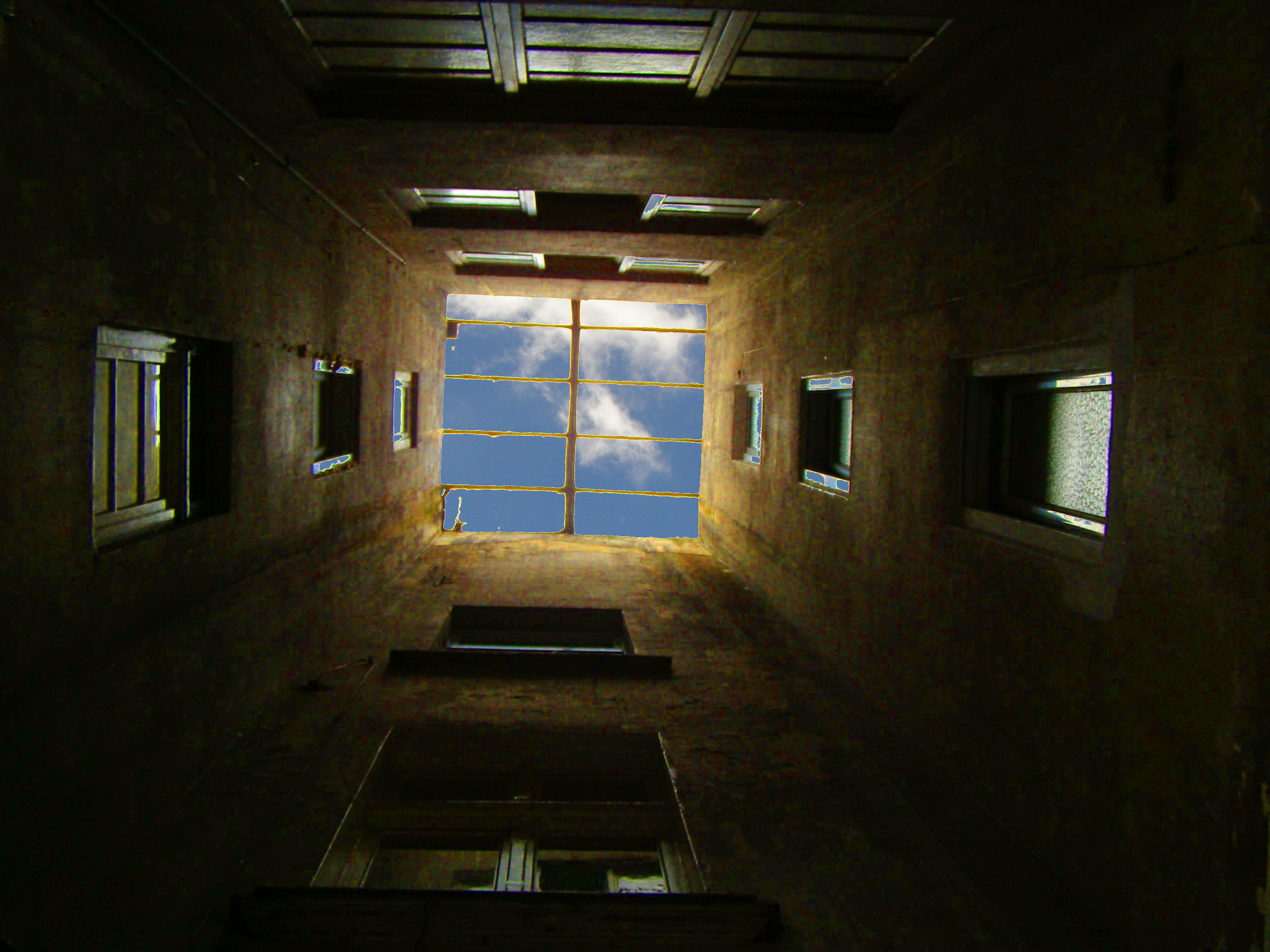
채광정

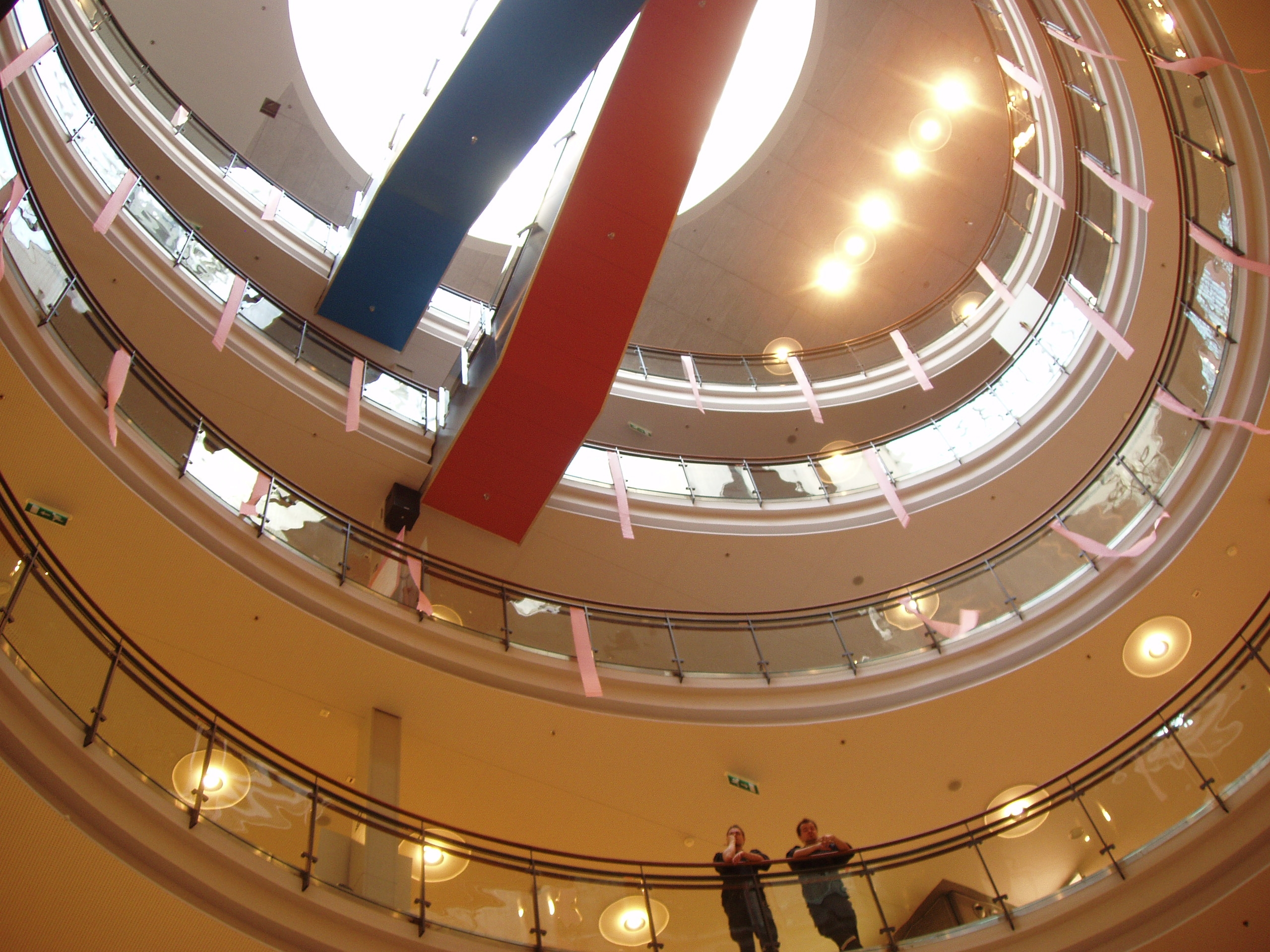
2006년의 헬싱키의 캄피 센터.

건축분야에서 채광정(영어: lightwell, light well, air shaft)은 어두컴컴하거나 환기가 되지 않을 공간에 빛과 신선한 공기를 공급하기 위해 큰 건물에 설치하는 지붕이 없는 외부 공간이다. 채광정은 내부 공간으로 반사되는 태양광을 늘리기 위해 광택이 있는 벽돌을 깔 수도 있다.
채광정은 전기 조명의 필요성을 줄여 에너지를 절약하고, 빌딩에 내부 공간을 더하고, 창문을 통해 보이는 내부의 열린 공간을 제공하여 바깥을 바라보는 듯한 느낌을 주는 역할을 수행한다.

## 에어리어웨이
지하층에 채광을 제공하기 위한 건물 전면의 지하 채광정은 에어리어웨이라고 불린다.

## 역사
고대에 채광정은 고대 이집트문명의 다양한 건물들과 미노아 문명 시절 크레타의 크노소스 궁전에 사용되었다. 로마 시절에도 채광정이 사용되었다.

## 참고 문서
- 아트리움
- 고측창
- 채광창
- 채광관
- 통기갱
- 주광조명